# محمد أبو سردانة
محمد حسين أبو سردانة (أبو العبد؛ 1924-2019) فلسطيني ولد في قرية الفالوجة قضاء غزة ، قاضٍ ومؤلف ومعلم ومؤرخ، وشغل منصب رئيسًا لمحكمة استئناف المحاكم الشرعية في الأردن، وأول قاضي قضاة لفلسطين، وأول رئيس لجمعية الفالوجة الخيرية، ويعد من مؤسسي حركة التحرير الوطني فتح، ورابطة الطلاب الفلسطينيين، كان له العديد من المؤلفات في القضاء الشرعي في عهد السلطة الوطنية وأصول الإجراءات القضائية، آخر كتاب له رحلة حياتي. إلتحق بمدارس قرية الفالوجة ثم حصل على الشهادة العالية في الشريعة من جامعة الأزهر الشريف في مصر، حاصل على شهادة العالمية مع الإجازة في القضاء الشرعي عام 1947.

## حياته العملية
عمل استاذاً في عدة مدارس وبدايةً في مدرسة السوافير قضاء غزة عام 1947، ثم هجّر قسراً من بيته وأرضه نتيجة النكبة الافلسطينية عام 1948، فانتقل أبو سردانة للعمل في مدرسة خان يونس، وبعد ذلك في مدرسة رفح الثانوية 1952، من ثم الى مدرسة بني سهيلا عام 1953، انتقل بعدها الى مدرسة الزيتون الثانوية بغزة. ثم عمل كاتباً في محكمة خان يونس الشرعية بعد العام 1953، شغل في تلك الفترة مهام ونشاطات دينية واجتماعية عديدة ومنها:
- عضواً للمكتب الإداري للإخوان المسلمين بغزة برئاسة الشيخ عمر صوان.
- ورئيس مكتب الخدمات الاجتماعية التابع لوكالة الغوث.
- شغل منصب المرشد الديني لأول كتيبة فلسطينية عسكرية في شهر أغسطس عام 1955، وبعد مضايقات سياسية وإعتقالات في قطاع غزة المحتل إضطر للسفر إلى الأردن. حصل على الجنسية الأردنية. وعاد للعمل مدرسا في عدة مدارس (مدرسة الكرك الثانوية عام 1956، ومدرسة السلط الثانوية للبنين عام 1959)، في العام 1962 أصبح مفتشا مساعدا بمديرية التربية والتعليم في عمان، عام 1964، شغل منصب رئيس قسم التعليم الخاص بالوزارة. في عام 1965 حصل الشيخ على إعارة للتدريس في كلية الشريعة الإسلامية في المدينة المنورة بالسعودية، ثم عاد الى عمان عام 1968 للعمل في كلية الشريعة بعمان لمدة عام آخر.

عمل قاضياً لعدة محاكم، بدايةً كانت محكمة مأدبا الشرعية، ثم محكمة الزرقاء الشرعية، وأصبح قاضي أول لمحكمة العاصمة الشرعية من 1975-1980، حيث عيّن عضوا لمحكمة الإستئناف الشرعية بعمان عام 1980، واستمر العمل فيها حتى عام 1994.

## مهامه في السلطة الوطنية
سافر أبو سردانة الى تونس بدعوة من رئيس منظمة التحرير الفلسطينية ياسر عرفات، حيث كلف بالإشراف على المحاكم الشرعية والأوقاف والإفتاء عند دخول السلطة الفلسطينية الى فلسطين، قبل الشيخ هذا التكليف بشرط إستقلال القضاء وسيادة القانون، فعيّن وكيلا لوزارة العدل للشؤون الدينية، وعاد الى قطاع غزة وتسلم عمله الجديد في القطاع. وافق ياسر عرفات على إقتراح أبو سردانة بإنشاء منصب قاضي القضاه ووزارة أوقاف ودار إفتاء نظرا لكثافة الأعمال وتنوع الإختصاص، وأنشىء ديوان قاضي القضاة وعين قاضي قضاة فلسطين. طلب الشيخ احالته للتقاعد عام 1997.

## وفاته
توفي الشيخ أبو سرادنة في عمان بتاريخ 9 حزيران 2019، وشيّع جثمانه من مسجد الراوي إلى مقبرة أم الحيران، وهاتف الرئيس محمود عباس عائلة سرادنة معزياً بوفاته.